# 功山寺
功山寺（こうざんじ）是位在日本山口縣下關市的曹洞宗寺院。山號「金山」（きんざん）。本尊千手觀音菩薩、開基（創立者）為虛庵玄寂。
幕末，元治元年（1865年），高杉晋作在此寺舉兵，史稱功山寺舉兵（回天義舉）。

## 關連項目
- 東行庵

## 外部連結
- 功山寺（页面存档备份，存于）

33°58′37″N 130°57′42″E / 33.976988°N 130.961739°E